# Турач білогорлий
Тура́ч білогорлий (Campocolinus albogularis) — вид куроподібних птахів родини фазанових (Phasianidae). Мешкає в Західній і Центральній Африці.

## Опис

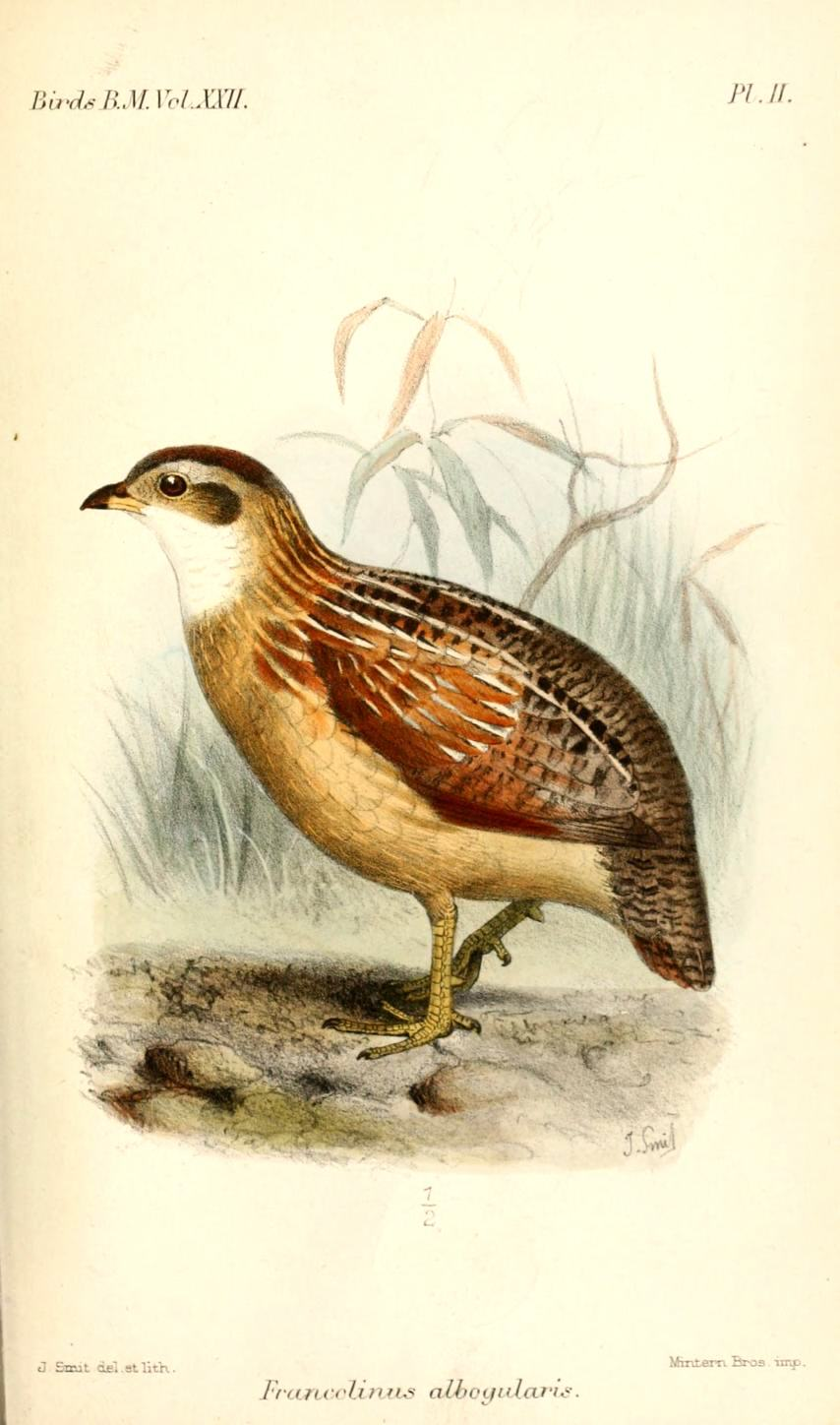
Білогорлий турач

Довжина птаха становить 23 см, вага 263-284 г. Статевий диморфізм слабо виражений. У самців лоб сірий, поцяткований рудувато-коричневими плямами. Обличчя переважно біле, скроні сірі, щоки і скроні яскраво-охристі. Верхня частина тіла сірувато-коричневі, покривні пера крил каштанові, пера на них мають кремово-білі стрижні, поцятковані рудими і охристими смугами. Хвіст з боків рудувато-коричневі. Підборіддя і горло повністю білі, решта нижньої частини тіла охриста. Груди і боки поцятковані кількома вертикальними рудуватими смугами. У самиць груди і боки поцятковані чорними і білими смугами.

## Підвиди
Виділяють три підвиди:
- C. a. albogularis (Hartlaub, 1854) — від Сенегалу і Гамбії до Кот-д'Івуару;
- C. a. buckleyi (Ogilvie-Grant, 1892) — від східного Кот-д'Івуару до Камеруну;
- C. a. dewittei (Chapin, 1937) — від південного сходу ДР Конго до північно-західної Замбії і східної Анголи.

## Поширення і екологія
Білогорлі турачі мешкають в Сенегалі, Гамбії, Гвінеї, Малі, Кот-д'Івуарі, Буркіна-Фасо, Гані, Того, Беніні, Нігерії, Камеруні, а також на півдні Демократичної Республіки Конго, в Замбії і Анголі. Вони живуть в сухих, відкритих саванах. Живляться насінням і комахами, зокрема сараною і термітами. Початок сезону розмноження різниться в залежності від регіону, в Нігерії він триває у липні, в Сенегалі у вересні-жовтні, на півдні ДР Конго з жовтня по грудень. Гніздяться на землі, в кладці від 4 до 7 яєць.